# Lars Wesemann
Lars Wesemann (* 29. Februar 1964) ist ein deutscher Chemiker. Er ist Professor für Anorganische Chemie an der Eberhard Karls Universität in Tübingen.

## Ausbildung und Werdegang
Lars Wesemann studierte von 1983 bis 1988 Chemie an der RWTH Aachen. Nach seiner Promotion im Jahre 1990 in der Arbeitsgruppe von Gerhard E. Herberich in Aachen, arbeitete Wesemann als Postdoc ein Jahr in der Arbeitsgruppe von Dietmar Seyferth am Massachusetts Institute of Technology. Im Anschluss an seine Habilitation im Jahre 1997 an der RWTH Aachen, war er an selbiger als Privatdozent tätig, gefolgt von einer Lehrstuhlvertretung an der Universität Karlsruhe. Von 1999 bis 2003 war Wesemann Professor an der Universität zu Köln. Seit 2003 hat er eine W3-Professur für Anorganische Chemie an der Mathematisch-Naturwissenschaftlichen Fakultät der Eberhard Karls Universität in Tübingen inne.

## Forschungsgebiete
Die Forschungsschwerpunkte von Lars Wesemann umfassen neben der Chemie von Übergangsmetallverbindungen auch die Synthese von lumineszierenden Koordinationsverbindungen und ihre Anwendung in der OLED-Technologie. Außerdem forscht seine Arbeitsgruppe am Aufbau von Clusterverbindungen und der Entwicklung neuer Liganden für die Koordinationschemie.